# Ordine delle Arti e delle Lettere di Spagna
L'Ordine delle Arti e delle Lettere di Spagna è un Ordine cavalleresco spagnolo.

## Storia
L'Ordine è stato fondato il 24 luglio 2008 su iniziativa dell'allora Ministro della Cultura César Antonio Molina.

## Assegnazione
L'Ordine è concesso sia persone fisiche che giuridiche, nazionali o straniere, che si sono distinte nella diffusione della cultura e dell'immagine della Spagna, attraverso la sua partecipazione attiva al lavoro o di settori affini alla creazione artistica o letteraria.
È concesso dal Re di Spagna per regio decreto, su proposta del Ministero della Cultura di Spagna oppure del dipartimento responsabile per l'azione culturale. Prima di concedere la necessaria deliberazione del governo nel caso di persone o enti straniere, viene sentito anche il Ministero degli Affari Esteri. La consegna di questo ordine avviene da parte del titolare del Ministero della Cultura o di un dipartimento che ne ha assunto le funzioni.

## Insegne
- L'insegna è stata progettata da Antoni Tàpies ed ha la forma di una scultura astratta.
- Il nastro è cremisi.